# Montserrat Martí i Caballé
Montserrat Martínez i Caballé, més coneguda pel nom artístic de «Montserrat Martí», (Barcelona, 15 de novembre de 1972) és una soprano catalana, filla de la coneguda soprano Montserrat Caballé i de Bernabé Martínez (de nom artístic Bernabé Martí). Mare i filla han cantat juntes en algunes ocasions, a l'escenari i al disc. El 2008 va participar en l'òpera La casa de Bernarda Alba del compositor Miguel Ortega, en el rol d'Adela, en la primera òpera en espanyol de l'obra de teatre lorquiana. I també ha cantat el rol de Zerlina, de l'òpera Don Giovanni, la comtessa d'Eylo a Ansur… i ha fet recitals.
Casada l'agost del 2006 amb l'economista Carlos Navas Mir al monestir de Ripoll, es va separar al cap de poc temps. Actualment (2013) està casada amb l'empresari Daniel Faidella, propietari de la sala Razzmatazz, amb qui té una filla, Daniela, nascuda el 2011.